# ناعومي ماتسوموتو
ناعومي ماتسوموتو (باليابانية: 松本直美؛ بالكانا: まつもと なおみ) هي لاعبة كرة لينة يابانية، ولدت في 24 فبراير 1968 في إيشيكاوا في اليابان.

## وصلات خارجية
- ناعومي ماتسوموتو على موقع أوليمبيديا (الإنجليزية)